# Serum
Serum is de vloeistof die overblijft als men bloedplasma laat stollen en het stolsel verwijdert. De samenstelling is in grote trekken vergelijkbaar met die van bloedplasma, behalve dat de stollingseiwitten, zoals fibrinogeen, in serum grotendeels verwijderd zijn. Serum bevat dus noch rode en witte bloedcellen (erytrocyten en leukocyten) noch stollingsfactoren.
- 91% water
- 7% proteïnen: (albumine, globulinen)
- 2% elektrolyten, voedingsstoffen uit de spijsvertering, en hormonen

Voor de meeste biochemische laboratoriumtests kan zowel bloedplasma als bloedserum worden gebruikt.
Serum heeft bij vele tests de voorkeur boven plasma, aangezien de stollingsfactoren in plasma kunnen interfereren met de meting of de meetresultaten.